# Delphi (език за програмиране)
Delphi е среда за разработка и компилиране на програми, написани на Object Pascal език за програмиране. До 2006 година е поддържан от Borland Corporation. След това Борланд сформират отделна компания – CodeGear Архив на оригинала от 2020-02-21 в Wayback Machine., към която прехвърлят собствеността на всичките си продукти за разработка на софтуер, включително Delphi. Първоначално на Delphi е била възможна разработката само на Windows приложения, докато сега има версии за Linux. Поддържа се и .NET платформата. Основни библиотеки на езика са Visual Components Library (VCL произнасяна ВиСиЕл) и CLX (произнасяна Кликс), които съдържат широк набор от стандартни класове и подпрограми.
Първата версия на Delphi излиза през 1995 и позволява разработката на 16-битови Windows приложения. През следващата година Borland реализират Delphi 2, който позволява разработването на 32-битови приложения. През 2001 се появява версия за Linux, наречена Kylix. Delphi 8 излиза през 2003, като нововъведението при него е поддръжка на .NET. Последната версия на Delphi, произведена от Borland е Delphi 2006, която позволява разработка освен на езика Object Pascal/Delphi, така и C#. През март 2007 излиза първата версия, реализирана от CodeGear – Delphi 2007. В тази версия фокусът отново е поставен върху разработването на Win32 приложения.
Предизвикала революция в разработването на софтуер чрез т.нар. техника RAD(Rapid Application Development), средата за програмиране Delphi става основен инструмент на много хора, занимаващи се с бази от данни, приложения за интернет и др.
Езикът на средата Delphi е първоначално наречен Object Pascal (Pascal с обектно-ориентирани разширения). Във версия 7 на Delphi, Borland променят името на езика на Delphi. Въпреки че вече това е официалното име на езика, много хора все още използват старото му име – Object Pascal.
Delphi автоматизира процеса на разработка, давайки възможност в кратки срокове, да се създават напълно функционални и завършени програми само от един програмист. Създаването на програма започва с избора от главното меню "File" -> "New" -> "Application". След това действие програмиста разполага с проектен файл (Project1.dpr), празен потребителски прозорец (Unit1.dfm) и библиотека обслужваща потребителския прозорец (Unit1.pas). Проектния файл се редактира само от напреднали програмисти. За оформяне изгледа на потребителския прозорец, програмиста разполага с „Лента с инструменти“ в горната част на екрана. В нея може да намери бутони, полета, списъци и още стотици предварително подготвени и тествани от Borland полезни компоненти. След поставянето на компонент върху потребителския прозорец, програмиста разполага с "Object Inspector" в лявата част на екрана, с който може да зададе различни характеристики (properties) на компонента, както и да напише код за изпълнение при различни събития (Events), настъпили при работа с програмата.

## Hello world програма
Виждате колко прилича тази програма на програма на Pascal. Операторите са почти същите. Например "program". Този оператор само показва името на програмата. След това забележете че имаме "{$APPTYPE CONSOLE }". Това показва, че вида на програмата е CONSOLE. Следва оператора "uses", който декларира библиотеките с функции, които да се използват. Съществената част от кода започва с оператора Begin и свършва с оператора End. Щом се стигне до "End.", програмата свършва.
```
program
 
Hello
 
world
;

{$APPTYPE CONSOLE }

uses

SysUtils
;

Begin

{ TODO -oUser -cConsole Main: Insert code here }

WriteLn
(
'Hello World!'
)
;

WriteLn
(
'Press any key to exit...'
)
;

ReadKey
;

End
.

```

### Borland
- codecentral.borland.com Архив на оригинала от 2006-05-12 в Wayback Machine.
- community.borland.com Архив на оригинала от 2014-10-25 в Wayback Machine.
- qc.borland.com Архив на оригинала от 2006-04-27 в Wayback Machine.

### Tools
- www.cnpack.org
- (FastMM е включен в BDS 2006 но все пак има обновявания) sourceforge.net
- www.dow.wau.nl Архив на оригинала от 2006-05-12 в Wayback Machine.
- andy.jgknet.de[неработеща препратка]
- fastcode.sourceforge.net

### Components, Libs, Packs
- acedutils.narod.ru
- vstepanov78.narod.ru
- www.da-soft.com
- delphi.icm.edu.pl
- fundementals.sourceforge.net
- www.remobjects.com Архив на оригинала от 2008-09-28 в Wayback Machine.
- homepages.borland.com Архив на оригинала от 2006-05-17 в Wayback Machine.
- xcl.cjb.net Архив на оригинала от 2006-06-12 в Wayback Machine.

### Knowledge
- www.delphibasics.co.uk
- www.delphikingdom.com
- www.delphiplus.org
- delphi.about.com Архив на оригинала от 2006-04-26 в Wayback Machine.
- www.devsuperpage.com
- delphi.about.com Архив на оригинала от 2006-02-28 в Wayback Machine.
- mda-delphi.ru Архив на оригинала от 2006-06-19 в Wayback Machine.

### .NET
- (Dialogs са безплатни) www.mono-software.com
- www.nixblox.com Архив на оригинала от 2006-05-19 в Wayback Machine.